# Pankstraße (metrostation)
Pankstraße is een station van de metro van Berlijn, gelegen onder de kruising van de Badstraße met de Pankstraße en de Prinzenallee in het Berlijnse stadsdeel Gesundbrunnen. Het metrostation werd geopend op 30 april 1976 en wordt bediend door lijn U8. De Pankstraße is vernoemd de Panke, een kleine zijrivier van Spree, waaraan ook het stadsdeel Pankow zijn naam dankt.

## Geschiedenis
Reeds aan het begin van de 20e eeuw bestonden er plannen voor een metrostation bij de Pankstraße. De door AEG voorgestelde Gesundbrunnen-Neukölln-Bahn zou vanaf de kruising van de Ringbahn bovengronds komen en als luchtspoorlijn (Hochbahn) over de Badstraße en de Schwedenstraße naar het eindpunt aan de Christianastraße (nu Osloer Straße geheten) leiden. Bij de kruising Badstraße/Prinzenallee/Pankstraße was een station met de werktitel Prinzenallee voorzien. De bouw van deze lijn begon in 1913, maar kwam door de Eerste Wereldoorlog en de economische crisis die erop volgde tot stilstand. Na de liquidatie van metrobouwer AEG-Schnellbahn-AG vervielen de reeds gereed gekomen lijnstukken aan de stad, die de werkzaamheden in 1926 liet voortzetten. In 1930 kwam de GN-Bahn (lijn D, tegenwoordig U8) gereed, zij het slechts tot station Gesundbrunnen. Het noordelijke deel van de lijn met de stations Prinzenallee en Christianiastraße bleef tot de plannen behoren en zou later gebouwd worden.
Decennialang bleef lijn D echter beperkt tot het traject Gesundbrunnen - Leinestraße, voor uitbreidingen was er geen geld. De naoorlogse deling van Berlijn maakte de plannen voor een noordelijke verlenging van de lijn weer actueel. Lijn D liep in de binnenstad namelijk over Oost-Berlijns grondgebied, terwijl het grootste deel van het traject in West-Berlijn lag. De lijn werd dan ook bij het westelijke net ingedeeld. Na de bouw van de Muur in 1961 gingen de treinen alle in het oosten gelegen stations overslaan. Ten noorden van de sectorgrens had lijn D nog slechts twee stations (Voltastraße en Gesundbrunnen), die alleen met een omweg vanuit het zuiden en na een lange rit zonder haltes bereikt konden worden. Daarnaast was men voor het onderhoud van de sporen afhankelijk van de oostelijke autoriteiten. Om de hierdoor sterk verzwakte lijn te versterken besloot men tot een verlenging naar de Osloer Straße, waar een overstapmogelijkheid op de U9 zou ontstaan en een verbindingsspoor tussen beide lijnen zou worden aangelegd. De bouw van het 1,4 kilometer lange traject, dat een tussenstation bij de Pankstraße zou krijgen, begon in 1973. Na een bouwtijd van drie jaar kon de verlenging in gebruik genomen worden.

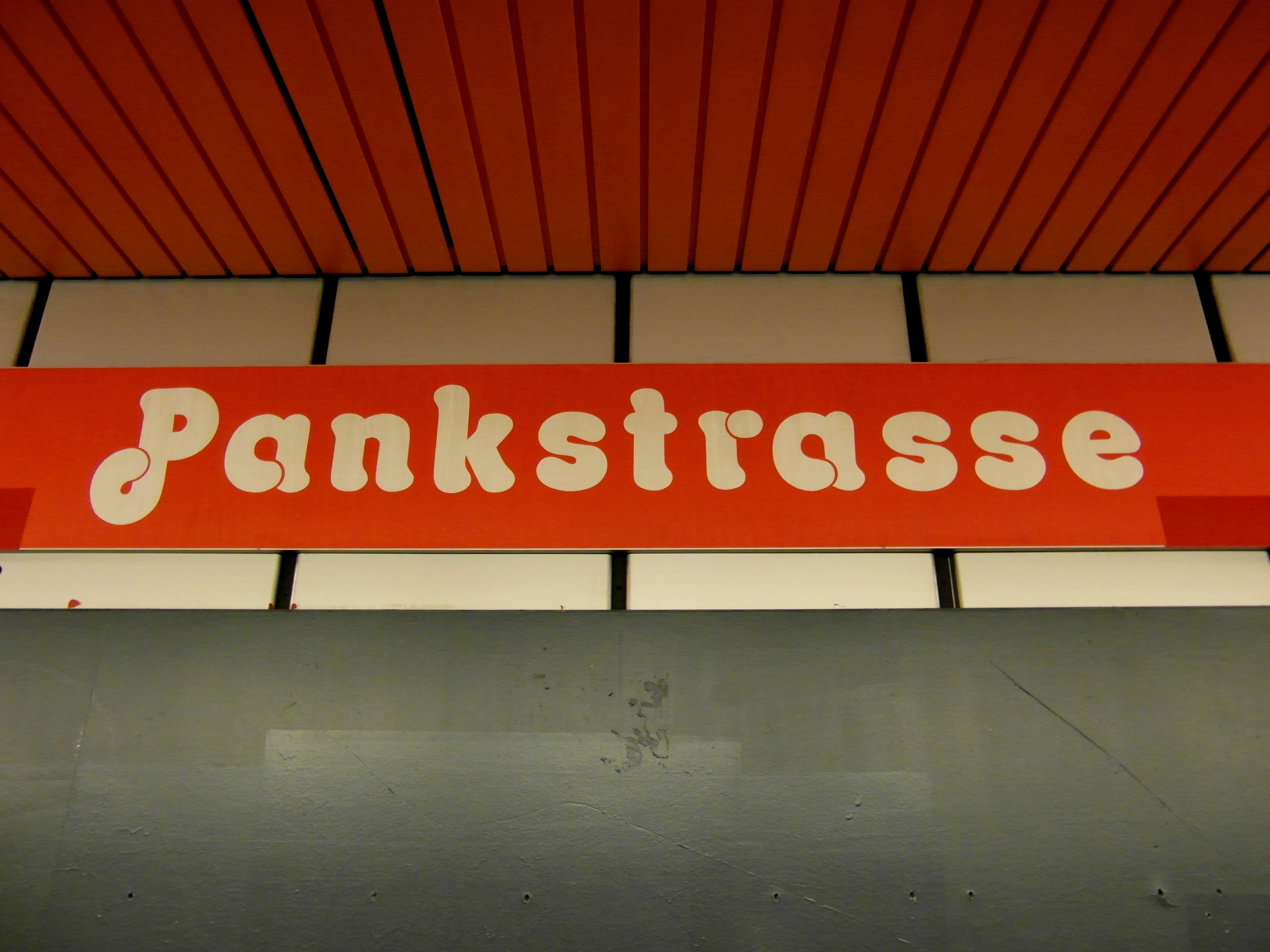
Rood stationsbord met speels lettertype

## Ontwerp en bijzonderheden
Het ontwerp van metrostation Pankstraße is van de hand van Rainer Rümmler, die voor vrijwel alle Berlijnse metrostations uit de periode 1970-1995 tekende. Het tamelijk donkere station is duidelijk herkenbaar als product van de zeventiger jaren. De wanden zijn bekleed met bruine tegels en de zuilen op het perron zijn afgewerkt met aluminium, indertijd een populair materiaal bij de inrichting van Berlijnse metrostations. De rode stationsborden zijn niet alleen opvallend door het speelse lettertype, maar ook door de spelling Pankstrasse in plaats van het volgens de Duitse spellingsregels correcte Pankstraße. Op de wanden is de stationsnaam (in dezelfde spelling) aangebracht met aluminium letters.
In het midden van het eilandperron van station Pankstraße bevindt zich een trappenhuis dat de verbinding vormt met een tussenverdieping. Deze tussenverdieping kent twee uitgangen, leidend naar beide zijden van de Prinzenallee. Het metrostation is alleen toegankelijk door middel van trappen en roltrappen. Op den duur moeten alle Berlijnse metrostations van een lift voorzien zijn, maar station Pankstraße heeft hierbij geen hoge prioriteit; de inbouw van een lift zal volgens het tijdschema van de Berlijnse Senaat pas na 2010 plaatsvinden.

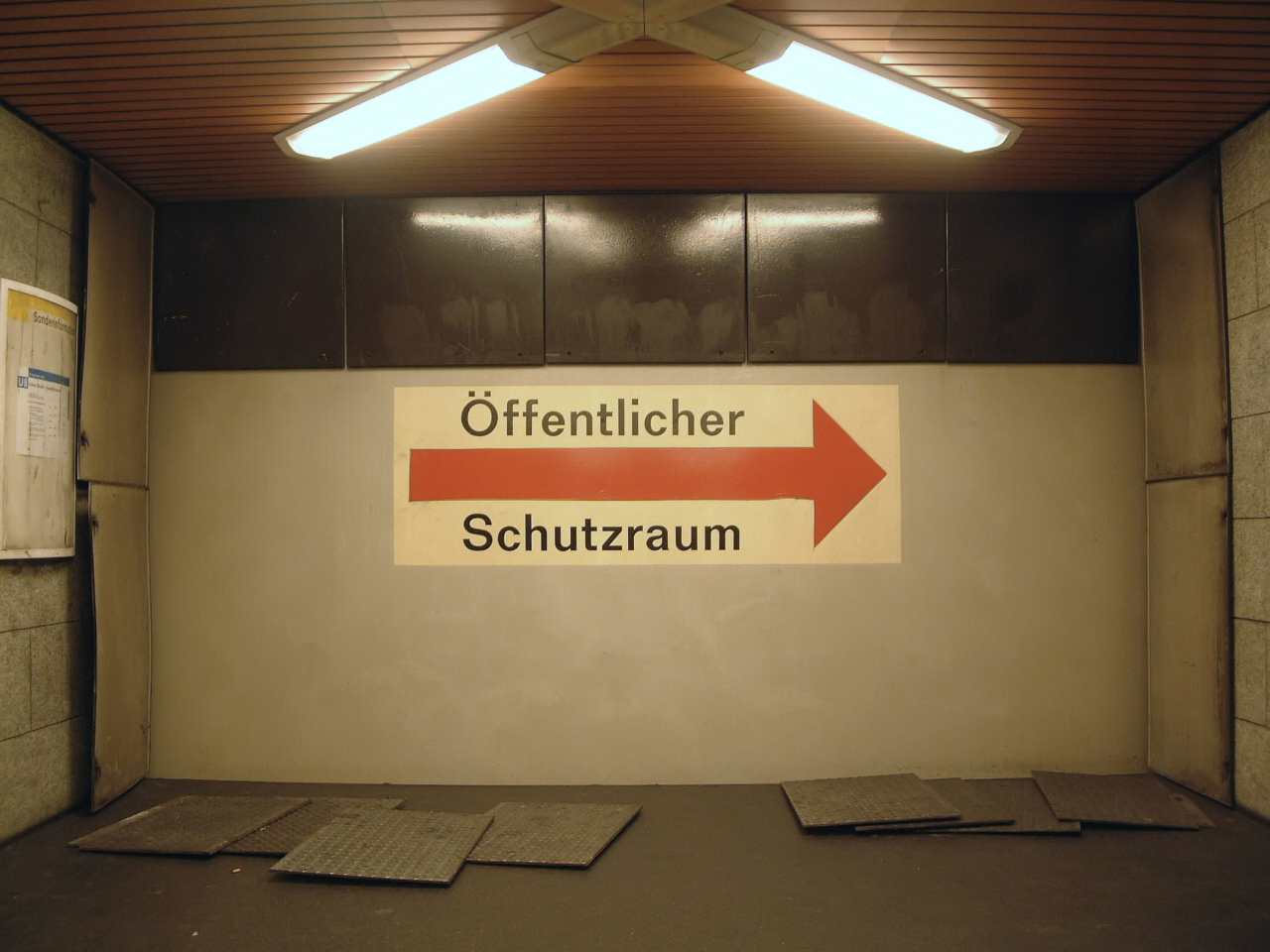
Tijdens een oefening in 2003 werden de betonnen deuren van het station gesloten; de rode pijl wijst naar de ingang van de schuilkelder (via een luchtsluis).

Station Pankstraße heeft, net als station Siemensdamm op de U7, een dubbelfunctie als schuilkelder. In ernstige noodsituaties kan het station hermetisch worden afgesloten met betonnen deuren, die verstopt zijn in de wanden en de schuilkelder vrijwaren van straling, drukgolven en gifgas (het station werd gebouwd tijdens de Koude Oorlog). De ruimte biedt plaats aan ongeveer 3300 personen en beschikt over voorzieningen voor onafhankelijke stroom-, water- en luchttoevoer.